# LeRoy Pope
LeRoy Pope (né le 30 janvier 1765, mort le 17 juin 1844) est un éminent planteur et avocat américain et l'un des premiers colons du comté de Madison (Alabama). Il a acheté la plupart des terres où se situe aujourd'hui le centre-ville d'Huntsville (Alabama). Il est également connu pour son rôle dans la croissance rapide de cette ville, et à ce titre, a été surnommé le père d'Huntsville (de l'anglais « Father of Huntsville »).

## Controverses
Le journal The Huntsville Times a publié un magazine en 2005 à l'occasion du bicentenaire d'Huntsville comprenant de nombreux articles d'époque, parmi lesquels un article du journal « The Democrat », un quotidien édité aux débuts d'Huntsville. Cet article, intitulé « Le pionnier de Twickenham avait des ennemis » (« 'Twickenham' pioneer had enemies  », décrit un personnage cupide uniquement intéressé à accroître sa fortune personnelle.